# Volar
Volar (lat. Boötes, naziv koji potječe iz Egipta) je jedno od 88 modernih zviježđa. Zviježđe Volar je bilo uvršteno i među 48 Ptolomejevih zviježđa.
Lik Volara na nebu predstavlja čuvara Malog i Velikog medvjeda, zviježđa koji se nalaze u neposrednoj blizini Volara. U Volaru se nalazi Arktur, treća najsjajnija zvijezda na nebu. Osim Arktura, u Volaru su dvije najsjajnije zvijezde Izar (ε Boo) i Mufrid (η Boo).
Zviježđe se prostire između deklinacija 0° i  +60°, te između 13 i 16 sati rektascenzije.
Ako se ruda Velikih Kola produži za pet osnovnih jedinica doći će se do Arktura, najveće zvijezde Volara.

## Zvijezde

### Arktur
Arktur je najsjajnija zvijezda u zviježđu Volara i ujedno kod nas najsjajnija zvijezda sjeverne nebeske hemisfere. Magnituda Arktura iznosi -0,05 (uz oscilacije od nekoliko stotinki magnitude), što je čini trećom najsjajnijom zvijezdom noćnog neba (nakon Siriusa i Canopusa koje su na južnoj polutki). Naziv Arcturos na starogrčkom znači "čuvar medvjeda".
Arktur je narančasti div spektralne klase K2III, promjera oko 25 puta većeg od Sunca i preko 100 puta sjajniji od Sunca. Nalazi se udaljen na 37 svjetlosnih godina (11 parseka) od Sunca, na koordinatama α = 14h 15m 39,6s δ = +19° 10’ 57”.
Arktur ima veliko relativno gibanje tj. drugo najbrže odmah nakon Alfa Centauri medju zvijezdama sjajnijim od 1. magnitude. Arktur je član skupine zvijezda nazvane po njemu Arkturova grupa, koju po pretpostavkama tvore 53 zvijezde što imaju zajedničko podrijetlo. U jezgri Arktura je već prestala fuzija vodika i započela je fuzija helija u ugljik. U budućnosti će Arktur odbaciti vanjske slojeve od kojih će nastati planetarna maglica, dok će unutrašnji slojevi ostati u obliku bijelog patuljka.

## Najzanimljiviji objekti dubokog svemira
Kuglasti skup NGC 5466 najsvjetliji je objekt dubokog svemira u ovom zviježđu. Otkrio ga je William Herschel 17. svibnja 1784.
Dvije najsvjetlije galaktike su NGC 5248 (m=10.1) i NGC 5557 (m=10.9), dok su svi ostali objekti prividnog sjaja slabijeg od 11. magnitude.

## Meteorski roj
Sjeverni dio Volara sadrži slabe zvijezde koje oblikuju zviježđe prije poznato kao Kvadrans Muralis (1/4 kruga) iz čijeg smjera prividno izlazi svakog siječnja meteorski roj kvadrantida.

## Mitologija
Lik Volara na nebu podsjeća na veliku ljudsku figuru (  Arhivirana inačica izvorne stranice od 4. svibnja 2006. (Wayback Machine)) okrenutu prema Velikom Medvjedu. Postoje različite verzije o tome što ovaj lik predstavlja. 
Prema jednoj verziji, lik Volara predstavlja orača Boötesa koji je dotjerao volove u zviježđe Velikog Medvjeda uz pomoć dvaju pasa – Chara i Asterion (dvije zvijezde u zviježđu Lovačkih pasa. Volovi su upregnuti u polarnu os, pa od tada svojim kretanjem neprestano okreću nebo. Prema mitologiji, Boötes je izumio plug, što je toliko oduševilo Ceresa, grčkog boga poljodjelstva, da je zatražio od Zeusa da Boötesa za nagradu trajno postavi na nebo.
Prema drugoj verziji, Volar predstavlja vinogradara Ikarija koji je pustio rimskog boga Bakha, (zvanog i Dioniz), u svoj vinograd. Bakho je otkrio tajnu proizvodnje vina Ikariju, koji je bio toliko oduševljen tim pićem da je pozvao svoje prijatelje da ga isprobaju. Kušajući vino po prvi put, svi se se napili i ujutro se probudili mamurni. Misleći da ih je Ikarije pokušao otrovati, odlučili su ga kazniti, te su ga ubili u snu. Da bi mu iskazao čast,  Bakho je Ikarija podigao među zvijezde.

## Vanjske poveznice
- The Deep Photographic Guide to the Constellations: Bootes